# М'якота Олексій Сергійович
Олексій Сергійович М'якота (26 березня 1932, село Тернівщина, тепер Лубенського району Полтавської області — 15 листопада 2011, місто Полтава) — український радянський і компартійний діяч, голова Полтавського облвиконкому. Депутат Верховної Ради УРСР 11-го скликання. Кандидат у члени ЦК КПУ в 1986—1990 р. Член ЦК КПУ в 1990—1991 р. Народний депутат СРСР у 1989—1991 р.

## Біографія
Закінчив Полтавську торгово-кооперативну школу. У 1949—1951 роках — робітник Лубенської махоркової фабрики; робітник коноплезаводу.
У 1951—1955 роках — служба у Військово-морському флоті СРСР.
Член КПРС з 1952 року.
У 1955—1960 роках — інструктор, завідувач сектору Лазірківського районного комітету КПУ Полтавської області. У 1964 році закінчив Вищу партійну школу при ЦК КПУ.
У 1964—1972 роках — інспектор-партійний організатор Лубенського сільського виробничого партійного комітету, завідувач організаційного відділу Лубенського районного комітету КПУ Полтавської області; секретар Чутівського районного комітету КПУ Полтавської області; секретар, 2-й секретар Кременчуцького районного комітету КПУ Полтавської області.
У 1970 році закінчив заочно Полтавський сільськогосподарський інститут.
У 1972—1978 роках — 1-й секретар Чорнухинського районного комітету КПУ Полтавської області; 1-й секретар Кременчуцького районного комітету КПУ Полтавської області.
У січні 1978 — 1984 року — секретар Полтавського обласного комітету КПУ.
26 жовтня 1984 — 6 квітня 1988 року — голова виконавчого комітету Полтавської обласної ради народних депутатів.
2 квітня 1988 — 26 серпня 1991 року — 1-й секретар Полтавського обласного комітету КПУ.
У квітні 1990 — січні 1991 року — голова Полтавської обласної ради.

## Родина
- Син — М'якота Володимир Олексійович (22.08.1965 р.н. — 26.08.2022) — працював лікарем-хірургом в Полтавській обласній клінічній лікарні ім. М. В. Скліфосовського[2].
- Дочка — М'якота Валентина Олексіївна (21.05.1957 р.н.) .

## Нагороди
- орден Жовтневої Революції
- орден Трудового Червоного Прапора
- медалі
- почесний громадянин Кременчуцького району (27.10.2004)
- почесний землевпорядник України